# Quaternary International
Quaternary International ist eine seit 1989 erscheinende begutachtete wissenschaftliche Fachzeitschrift, die von Elsevier für die International Union for Quaternary Research herausgegeben wird. Chefredakteur ist Jule Xiao. Die Zeitschrift ist interdisziplinär ausgerichtet und publiziert Forschungsarbeiten diverser Disziplinen zur Quartärforschung. Der Impact Factor lag im Jahr 2021 bei 2,454. 